# Fußball-Weltmeisterschaft 1966/Mexiko
Dieser Artikel behandelt die mexikanische Fußballnationalmannschaft bei der Fußball-Weltmeisterschaft 1966.

## Qualifikation

### Erste Runde
| Honduras           | - | Mexiko             | 0:1 | Díaz 62'                                              |
| Mexiko             | - | Honduras           | 3:0 | González 6', Aussín 14', Reyes 82'                    |
| Vereinigte Staaten | - | Mexiko             | 2:2 | Schmotolocha 49', Bicek 59' / González 34', Reyes 65' |
| Mexiko             | - | Vereinigte Staaten | 2:0 | Díaz 9', Navarro 57'                                  |

## Mexikanisches Aufgebot
| Nummer / Name | Nummer / Name          | Damaliger Verein      | Geburtstag | Länderspiele |
| Torhüter      | Torhüter               | Torhüter              | Torhüter   | Torhüter     |
| ------------- | ---------------------- | --------------------- | ---------- | ------------ |
| 1             | Antonio Carbajal       | Club León             | 07.06.1929 |              |
| 12            | Ignacio Calderón       | Deportivo Guadalajara | 13.12.1943 |              |
| 22            | Javier Vargas          | CF Atlas              | 22.11.1941 |              |
| Abwehr        |                        |                       |            |              |
| 2             | Arturo Chaires         | Deportivo Guadalajara | 14.03.1937 |              |
| 3             | Gustavo Peña           | Club Deportivo Oro    | 22.11.1944 |              |
| 4             | Jesús del Muro         | CD Veracruz           | 30.11.1937 |              |
| 14            | Gabriel Núñez          | CD Zacatepec          | 06.02.1942 |              |
| Mittelfeld    |                        |                       |            |              |
| 5             | Ignacio Jáuregui       | CF Atlas              | 31.07.1938 |              |
| 6             | Isidoro Díaz           | Deportivo Guadalajara | 14.03.1940 |              |
| 9             | Ernesto Cisneros       | CD Zacatepec          | 26.10.1940 |              |
| 13            | José Luis González     | UNAM Pumas            | 14.09.1942 |              |
| 15            | Guillermo Hernández    | CF Atlas              | 25.06.1942 |              |
| 16            | Luis Regueiro Urquiola | UNAM Pumas            | 22.12.1943 |              |
| 17            | Magdaleno Mercado      | CF Atlas              | 04.04.1944 |              |
| Angriff       |                        |                       |            |              |
| 7             | Felipe Ruvalcaba       | Club Deportivo Oro    | 16.02.1941 |              |
| 8             | Aarón Padilla          | UNAM Pumas            | 10.07.1942 |              |
| 10            | Javier Fragoso         | Club América          | 19.04.1942 |              |
| 11            | Francisco Jara         | Deportivo Guadalajara | 03.02.1941 |              |
| 18            | Elías Muñoz            | UNAM Pumas            | 03.11.1941 |              |
| 19            | Salvador Reyes         | Deportivo Guadalajara | 20.09.1936 |              |
| 20            | Enrique Borja          | UNAM Pumas            | 20.12.1945 |              |
| 21            | Ramiro Navarro De Anda | Club Deportivo Oro    | 25.05.1943 |              |
| Trainer       |                        |                       |            |              |
|               | Ignacio Trelles        |                       | 30.07.1916 |              |

## Spiele der mexikanischen Mannschaft

### Erste Runde
- Frankreich –  Mexiko 1:1 (0:0)

Stadion: Wembley-Stadion (London)
Zuschauer: 69.000
Schiedsrichter: Ashkenazi (Israel)
Tore: 0:1 Borja (48.), 1:1 Hausser (62.)
Nachdem Mexiko schon eine gute erste Halbzeit absolviert hatte, setzte „el Tri“ seine Leistung auch nach der Pause fort und ging nach 48 Minuten durch das junge Nachwuchstalent Enrique Borja mit 1:0 in Führung; es war im 15. WM-Spiel der Mexikaner das erste Mal, dass „el Tri“ mit 1:0 in Führung gegangen war; in den vorherigen 14 Spielen hatte stets der Gegner das erste Tor erzielt.
Auf der linken Außenseite hatte sich Aarón Padilla durchgesetzt, flankte in den Strafraum der Franzosen, wo Borja den Ball annahm und sich durch eine geschickte Körperdrehung von seinem Gegenspieler löste. Nach einer weiteren Körperdrehung schob er den Ball am herausstürzenden Torwart Marcel Aubour vorbei ins Netz. Borjas Aktion wurde begleitet durch den aufgeregt ins Mikrofon rufenden mexikanischen Fernsehreporter Fernando Marcos: „Borja, nicht versagen. Nicht versagen! Tor für Mexiko.“
Die einzige Nachlässigkeit in der Abwehr kostete den Sieg. In der 62. Minute verlor Arturo Chaires den Ball gegen Gérard Hausser, der aus 15 Metern Entfernung den Ausgleich für die Franzosen erzielte.
- England –  Mexiko 2:0 (1:0)

Stadion: Wembley-Stadion (London)
Zuschauer: 92.000
Schiedsrichter: Lo Bello (Italien)
Tore: 1:0 B. Charlton (37.), 2:0 Hunt (75.)
Nach 1950 (Brasilien) und 1958 (Schweden) spielte Mexiko auch diesmal in derselben Vorrundengruppe wie der Gastgeber.
Nachdem „el Tri“ fünf Jahre vorher bei einer Europareise in Wembley gegen England mit 0:8 die höchste Niederlage seiner Geschichte erlitten hatte, war die Mannschaft diesmal total defensiv eingestellt und verfügte mit Borja über nur eine Sturmspitze. Lange wehrte sich Mexiko erfolgreich gegen den englischen Angriffswirbel, doch Bobby Charlton brach den Bann nach 37 Minuten. Er hatte den Ball in der eigenen Hälfte angenommen und rannte ungestört bis etwa 22 Meter vor das mexikanische Tor, von wo aus er das runde Leder in den Winkel hämmerte.
Charlton bereitete auch das zweite Tor der Engländer vor. Mit einem langen Pass bediente er Jimmy Greaves, der den Ball kurz vor dem Strafraum annahm, unbedrängt in denselben eindringen und aus etwa elf Metern Torentfernung abziehen konnte. Zwar konnte Calderón seinen Schuss parieren, doch Hunt verwandelte den Abpraller und sorgte damit für die Vorentscheidung zu Gunsten der Gastgeber.
- Mexiko –  Uruguay 0:0

Stadion: Wembley-Stadion (London)
Zuschauer: 61.000
Schiedsrichter: Lööw (Schweden)
Weil einerseits Ignacio Calderón sich bei einer Trainingseinheit kurz vor Beginn der WM eine Zerrung an der Schulter zugezogen hatte und somit ohnehin leicht gehandicapt war und andererseits die Welt anscheinend begierig darauf wartete, den ersten Spieler zu sehen, der fünf WM-Teilnahmen absolvierte, durfte die mexikanische Torwartlegende Antonio Carbajal das letzte Gruppenspiel der Mexikaner bestreiten. Dieses hätte „el Tri“ mit zwei Toren Vorsprung gewinnen müssen, um nicht erneut die Heimreise bereits nach der Vorrunde antreten zu müssen. Entsprechend engagiert spielten die Mexikaner und wurden insbesondere durch ihren Spielmacher Isidoro Díaz immer wieder nach vorne getrieben. Die mexikanische Elf arbeitete sich mehrere gute Torchancen heraus, die sie jedoch allesamt nicht nutzen konnte. Dagegen hatten die sich vorwiegend auf Verteidigung ihres Zwei-Tore-Vorsprungs konzentrierenden Urus nur eine echte Torchance, die der ausgezeichnet reagierende Carbajal zunichtemachte. Mit dieser Parade hatte „La Tota“ entscheidenden Anteil daran, dass „el Tri“ im nunmehr 17. Spiel bei einer Fußball-Weltmeisterschaft erstmals ohne Gegentor blieb.
Obwohl das torlose Remis das abermalige Vorrunden-Aus der Mexikaner zur Folge hatte, war die englische Presse voll des Lobes über diese Mannschaft und die Times schrieb: „Mexiko erwies sich als eine Offenbarung, die sich verdientermaßen die Sympathien des Londoner Publikums eroberte. Die Spieler aus dem Land der Azteken haben ihr Können unter Beweis gestellt und gezeigt, dass sie intelligent und bissig spielen können. Es dürfte klar sein, dass diese Mannschaft bei der WM in Mexiko zu den besten Teams gehören wird.“